# Fritz Wischer
Fritz Wischer (* 27. April 1869 in Kiel; † 10. März 1949 in St. Peter) war ein deutscher Schriftsteller niederdeutscher Sprache.

## Leben
Wischer stammte aus einer niederdeutsch sprechenden Familie. Als Präparand kam er zum niederdeutschen Autor Johann Meyer, bevor er das Lehrerseminar in Bad Segeberg besuchte. Anschließend arbeitete er als Lehrer an verschiedenen Schulen in Kiel. Daneben hielt er in Schleswig-Holstein und im übrigen Norddeutschland zahlreiche Vorträge zum Thema Niederdeutsch und veranstaltete niederdeutsche Rezitations-Abende.
Im Ersten Weltkrieg hielt er Vorträge vor Soldaten auf Schiffen, in Lazaretten und an der Front. 
Er hegte schon früh eine besondere Liebe zur Nordseeküste. 1912 erbaute er dort, im Bad St. Peter, sein Hus Quickborn.

## Werk
Wischers niederdeutsche Geschichten behandelten moderne Themen – Glück und Leid seiner Zeit – und waren meist aus einer humorvollen Weltsicht heraus geschrieben. Der gute niederdeutsche Humor, so formulierte es Wischer in einem der Vorworte zu seinen Büchern, lache jedoch nie über die Menschen, sondern nur mit ihnen, im niederdeutschen Wortlaut: „De gode nedderdütsche Humor lacht ni över dat Volk, nee mit dat Volk“.
Sein bekanntestes Buch heißt Lach man mal!, erschien 1918 und wurde bis heute vielfach aufgelegt. Auch erschien es zweimal als Sprechplatte, einmal mit Wilhelm Wieben, einem der profiliertesten Rezitatoren des Niederdeutschen, und einmal mit dem Ohnsorg-Schauspieler Edgar Bessen.
Für das niederdeutsche Theater arbeitete Wischer an einer Übersetzung des bürgerlichen Trauerspiels Maria Magdalena von Friedrich Hebbel mit.

## Ehrungen
In der Gemeinde Sankt Peter-Ording ist heute die Fritz-Wischer-Straße nach dem Dichter benannt.

## Schriften (Auswahl)
- Plattdütsche Jugendschriften: Vördrag, holn up den XVII. Allgemeinen plattdütschen Verbandsdag in Hannover. In: Hannoversche Geschichtsblätter. Bd. 6 (1903), S. 289–302.
- Hrsg.: Aus dem plattdeutschen Dichterwald: eine Anthologie der besten plattdeutschen Dichtungen. Cordes, Kiel 1910.
- mit Johann Meyer: Vaderhus un Modersprak. Lühr & Dircks, Garding 1919 (Plattdütsche Volksböker; 17).
- Lach man mal: Ole un nige lustige Geschichten. Lühr & Dircks, Garding 1918.
- Hrsg. mit Hinrich Ewald Hoff und Theodor Möller: Aus der meerumschlungenen Heimat. Bücherzentrale für Deutsche Kriegsgefangene, Bern 1918 (Heimatbücher für deutsche Kriegsgefangene).
- De lebennige Dodenkopp un annere Vertelln. Lühr & Dircks, Garding 1919 (Plattdütsche Volksböker; 18).
- Hrsg.: Jochen-Mähl-Gedenkbook: sin besten Vertelln: „Jean“, ut „Fanny“, „Tater-Mariken“ u. a. m. Lühr & Dircks, Garding 1927.
- Friedrich Hebbel: Maria Magdalene. Ins Plattdeutsche übertragen von Johann Meyer. Durchgesehen von Fritz Wischer. Wissenschaftliche Gesellschaft für Literatur und Theater, Kiel 1927.
- Petersdörper Strandgeschichten un anner lustige Vertelln. Lühr & Dircks, Garding 1940.